# Crkva Gospe od Spinuta
Crkva Gospe od Spinuta (Pohođenja), rimokatolička sakralna građevina u zapadnom dijelu Splita, izvan stare gradske jezgre, smještana podno sjevernih obronaka brda Marjana. Nalazi se u Spinutskoj ulici, u gradskom kotaru Spinutu.

## Opis
Radi se o jednobrodnoj crkvi s bačvastim stropom, nad čijim je pročeljem, u 16. stoljeću podignut renesansni zvonik na preslicu. Unutar crkve nalazi se slika sv. Dujma i sv. Staša s vedutom Splita, iz 18. stoljeća, a krasila ju je i bizantska Gospina slika te drvena barokna skulptura Bijeg u Egipat.

## Povijest
Građena je krajem 11. stoljeća, na mjestu starokršćanske crkve, srušene u 7. stoljeću, koja je bila podignuta na temeljima antičke građevine. Crkvu su porušili Turci u 17. stoljeću, nakon čega je obnovljena i produžena za 4 metra. 
Crkva je bila oštećena tijekom Domovinskog rata, kada je bila pogođena dvjema granatama, nakon čega je obnovljena.

## Zaštita
Pod oznakom Z-5457 zavedeni su kao nepokretno kulturno dobro - pojedinačno, pravna statusa zaštićena kulturnog dobra, klasificiranog kao sakralna graditeljska baština .